# Johann Michael Hartmann
Johann Michael Hartmann (* um 1725/30 in Albbruck; † um 1810 wohl bei St. Märgen) war ein deutscher Bildhauer des Spätbarock in Südwestdeutschland.

## Leben
Über das Leben des „kaum beachteten Barockmeisters“ Johann (Hans) Michael Hartmann ist wenig bekannt, obgleich er zahlreiche Altäre geschaffen hat. Das ist wohl darin begründet, dass er nur als „nicht seßhafter“ Künstler nachweisbar ist, als „vagabundus“ mit oft wechselndem Wohnsitz. Erstmals 1760/62 in St. Ulrich („abm Kohler“) nachweisbar, wurde ihm 1765 in St. Trudpert eine Tochter geboren, sodass er als „Klosterbildhauer“ oder „Bildhauer von Staufen“ bezeichnet wurde. Um 1770 arbeitete er in Laufenburg AG. 1777 besaß er Bürgerrecht in Finsterlingen (Gemeinde Dachsberg); 1805 lebte er „am Spirtzen nicht weit von Breitnau“. In der letzten Erwähnung 1809 wird er „genannt Herrgotts-Michel in der Ravennen“. Offensichtlich hatte er sich ein zweites Mal mit einer Witwe aus dem Prechtal verheiratet.

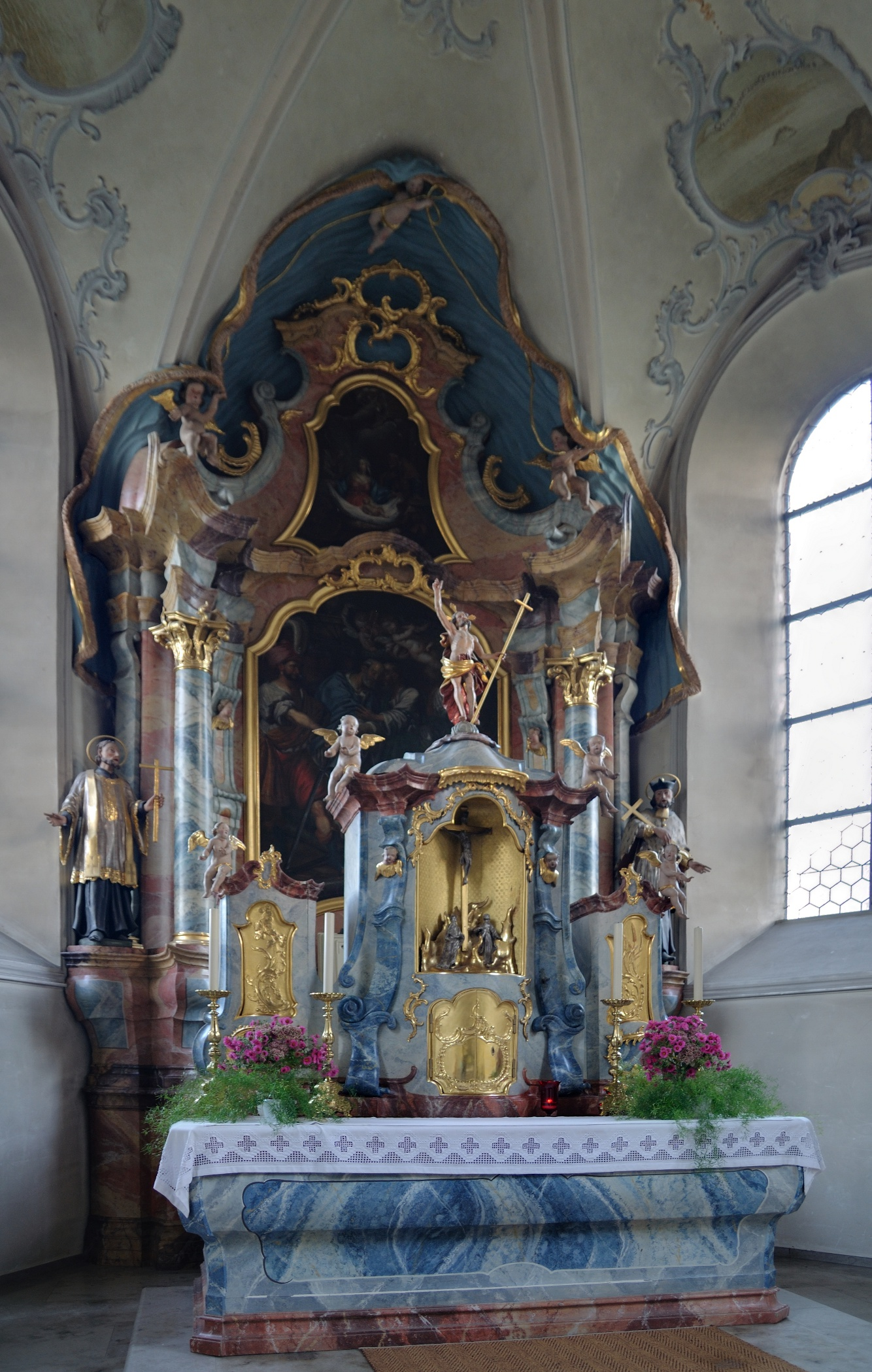
Der Hochaltar in der Pfarrkirche St. Peter und Paul in Minseln

## Werk
Werke von Johann Michael Hartmann sind nur teilweise archivalisch erfasst, teilweise handelt es sich um Zuschreibungen.
- Um 1763/65 schnitzte er für die alte Pfarrkirche St. Gallus in Merzhausen zu den aus der Benediktinerabtei St. Trudpert übernommenen, älteren Barockaltären die Statuen der Apostel Petrus und Paulus, Tabernakel und andere Zutaten[2]
- Um 1764 schuf er vier Seitenaltäre am Chorbogen der Klosterkirche St. Trudpert[3]
- Um 1765 werden ihm Bildhauerarbeiten für den Hochaltar der Pfarrkirche St. Alban in Bad Krozingen zugeschrieben[5]
- Um 1765 führte er den Hochaltar, Beichtstühle und andere Arbeiten für die Kirche St. Peter und Paul in Minseln aus, heute ein Stadtteil von Rheinfelden[2]
- Um 1770 werden der Hochaltar für die Stadtkirche in Laufenburg AG[1] und Statuen für Kirchen in  Hochsal und Görwihl datiert[2]
- 1805 schnitzte Hartmann den Hochaltar für die Pfarrkirche St. Josef in Gremmelsbach, heute ein Stadtteil von Triberg,[3] und ihm wird der Hochaltar für die Lindenbergkapelle bei St. Peter zugeschrieben[6]
- Auch die Schnitzarbeiten der Altäre im „Kirchle“ Felix und Nabor in Schmidhofen, als zu Tunsel gehöriger Weiler heute Teil von Bad Krozingen, werden Johann Michael Hartmann zugeschrieben[7]

## Würdigung
An den Arbeiten Hartmanns fallen „die lebendig gestalteten Formen und der spritzige Zierrat auf“. Diese Arbeiten „zählen mit zum Elegantesten des einheimischen Rokoko.“ Als schwächer werden die Plastiken angesehen. Zwar seien deren Gewänder zuweilen „recht schwungvoll, doch die Gesichter wirken derb und die kahlen Köpfe unschön“. „Sowohl in der Gewanddrapierung als auch in den derben Gesichtern bleibt der Schnitzer hinter Matthias Faller in St. Peter oder Johann Michael Winterhalder in Vöhrenbach zurück.“